# Swish
Swish è un singolo del rapper statunitense Tyga, il secondo estratto dal suo album Legendary. Il brano, prodotto da D. A. Doman, è stato centro di polemiche lanciate dai critici musicali poiché considerato troppo simile al precedente singolo del rapper Taste.
Il brano campiona due grosse hit rap degli scorsi decenni, ossia Play di David Banner e Back That Azz Up di Juvenile.

## Classifiche
| Classifica (2018) | Posizione massima |
| ----------------- | ----------------- |
| Canada            | 58                |
| Regno Unito       | 47                |
| Stati Uniti       | 102               |
| Svizzera          | 76                |